# Molenbeek (Geulle)
De Molenbeek is een beek in Nederlands Zuid-Limburg in de gemeente Meerssen. De beek ligt tussen Moorveld, Snijdersberg, Hulsen, Geulle en Geulle aan de Maas met een lengte van minder dan twee kilometer. Samen met twee andere beken de Oude Broekgraaf die afwatert op de Maas.
Op ongeveer 500 meter naar het zuiden ligt het brongebied van de Roosbeek en de Heiligenbeek en ongeveer 300 meter naar het noorden de Zandbeek.

## Geschiedenis
In de 19e eeuw werd de beek de Walsenbeek genoemd.

## Ligging
De beek ligt in het Maasdal in de overgang naar het Centraal Plateau dat in het oosten omhoog rijst. De beek ontspringt bij de straat Bospad in Moorveld waarna het in noordwestelijke richting de helling afstroomt. De bovenloop van de beek ligt grotendeels in het Bunderbos, deel van het Bunder- en Elslooërbos, op de helling van het plateau. Onderaan de helling gaat de beek onder de spoorlijn Maastricht - Venlo door. De benedenloop loopt door Hulsen en is grotendeels overkluisd. Vlak voor het Julianakanaal komt de beek samen de Zandbeek en de Verlegde Broekgraaf om samen de Oude Broekgraaf te vormen die onder het kanaal door gaat.

## Zijbeken
In de bovenloop wordt de beek door meerdere zijbeken gevoed:
- Waalsebeek
- Stommebeek
- Snijdersbeek

## Watermolens
Op de Molenbeek zijn er vroeger twee watermolens gebouwd:
- Bovenste Molen van Hulsen (afgebroken)[4]
- (Onderste) Molen van Hulsen[5]

De Onderste Molen van Hulsen wordt gevoed door een molenvijver die gevoed wordt met water van de Molenbeek.

## Geologie
De Molenbeek ontspringt ten noorden van de Geullebreuk en ten zuiden van de Schin op Geulbreuk op een hoogte van ongeveer 91 meter boven NAP. Op deze hoogte dagzoomt klei uit het Laagpakket van Boom dat in de bodem een ondoorlatende laag vormt, waardoor het grondwater op deze hoogte uitstroomt. De beek heeft als gevolg van het vele water een erosiedal gevormd in de Maasdalhelling.
De Molenbeek krijgt van verschillende bronnen water, waarvan er enkele een kalktufbron zijn.